# Acutotyphlops banaorum
Acutotyphlops banaorum — вид змій родини сліпунів (Typhlopidae). Ендемік Філіппін.

## Поширення і екологія
Acutotyphlops banaorum відомі з типової місцевості, розташованої в Національному парку Балбаласанг-Балбалан на острові Лусон. Вони живуть в гірських соснових лісах, на висоті від 900 до 1050 м над рівнем моря. Ведуть риючий спосіб життя.